# Colona hirsuta
Colona hirsuta là một loài thực vật có hoa trong họ Cẩm quỳ. Loài này được (Warb.) Burret mô tả khoa học đầu tiên năm 1926.